# Heinrich Ewald
Pour les articles homonymes, voir Ewald.
Georg Heinrich August Ewald, né à Göttingen le 16 novembre 1803 et mort le 4 mai 1875, est un orientaliste et théologien allemand, hébraïsant, grammairien, historien, philologue et spécialiste des études bibliques. Il était le gendre de Carl Friedrich Gauss. Son enseignement à l'université de Göttingen et ses ouvrages influencèrent les biblistes et les orientalistes des XIXe et XXe siècles, parmi lesquels Hartwig Derenbourg, Eberhard Schrader et Julius Wellhausen.

## Biographie
Fils du maître drapier Heinrich Andreas Ewald, Heinrich Ewald naquit à Göttingen dans l'électorat de Brunswick-Lunebourg. De 1815 à 1820, il fit ses études au lycée de Göttingen puis, toujours à Göttingen il entra à l'université où il fut élève de Johann Eichhorn en théologie et en orientalistique. Tout en étudiant, il travailla à partir de 1822 comme professeur au lycée de Wolfenbüttel. La bibliothèque du duc Auguste à Wolfenbüttel lui permit d'avoir accès aux manuscrits orientaux et de s'en servir pour ses études. En 1823, il termina ses études à Göttingen en obtenant le doctorat et resta encore pendant un an comme professeur au lycée de Wolfenbüttel.
Il devint alors répétiteur à la faculté de théologie de l'université de Göttingen et, dès l'âge de 23 ans, professeur extraordinaire pour les langues orientales. Après la mort de Jean Eichhorn en 1827, il lui succéda comme professeur titulaire à la faculté de philosophie et il épousa à l'âge de 26 ans Wilhelmine Gauss, fille du mathématicien Carl Friedrich Gauss. Des six enfants de ce mathématicien génial, c'est sans doute elle qui se rapprochait le plus de son père par ses talents. Au début des années 1830, Henri Ewald était un orientaliste et un théologien estimé et reconnu, et il pouvait espérer un grand avenir à Göttingen. En 1833, il devenait membre de la Société royale des sciences, en 1835 professeur chargé des langues orientales, et la même année il reçut un appel pour la Honorenfakultät. Le 12 décembre 1837 cependant, sa carrière à Göttingen prit fin de façon surprenante : comme il avait protesté avec six de ses collègues contre la modification de la constitution, il se vit avec eux privé de toutes ses fonctions et de tous ses honneurs par le roi Ernest Auguste Ier.
Cependant sa réputation scientifique avait déjà dépassé les frontières du royaume de Hanovre. En mai 1838, il fut nommé professeur titulaire de philosophie à l'université de Tübingen dans le royaume de Wurtemberg et passa en 1841 à la faculté de théologie. Parmi ses étudiants on trouve à cette époque August Schleicher et August Dillmann à qui il communiqua sa passion pour les langues orientales. Son séjour à Tübingen fut endeuillé par la mort précoce de son épouse décédée en 1840 à l'âge de 32 ans. C'est à Tübingen que quelques-uns de ses ouvrages les plus considérables ont pris naissance et c'est là que commença sa violente querelle avec le théologien Ferdinand Baur et l'École de Tübingen. L'université de Göttingen pour sa part connut des moments difficiles dans les années 1840 à la suite du renvoi de ses sept meilleurs professeurs. Aucun érudit notable n'acceptait d'être nommé dans les sept chaires de Göttingen devenues orphelines et le nombre des étudiants diminua de presque de moitié. Pour rendre son prestige à l'université on essaya de faire revenir les sept exclus à Göttingen, mais on n'y réussit qu'avec physicien Wilhelm Weber et Heinrich Ewald qui revint en 1848 dans sa ville natale pour y enseigner encore une fois la théologie de l'Ancien Testament et les langues orientales. En 1863 il fut à Francfort-sur-le-Main l'un des cofondateurs de l'Association protestante allemande.
En 1867, ses convictions politiques le soumirent à nouveau à une rude épreuve. Ayant absorbé en 1866 le royaume de Hanovre après sa victoire, la Prusse exigea de tous les serviteurs de l'État qu'ils prêtassent serment à leur nouveau roi. Ewald était contre l'unification d'une Allemagne dominée par la Prusse, il refusa donc le serment en mars 1867 et fut pour cette raison exclu de la faculté de philosophie. Au vrai, son salaire lui fut conservé avec la permission de continuer à faire des conférences, mais cette autorisation d'enseigner lui fut retirée définitivement en 1868 pour avoir écrit Das Lob des Königs und des Volks, où des expressions furent jugées séditieuses. Il resta fidèle à ses convictions politiques comme député au parlement où il siégea à partir de 1869. Il s'opposa fermement à la politique prussienne qui cherchait à unifier l'Allemagne par le fer et le feu. Même après la guerre de 1870-71 et la proclamation de l'empire, Ewald resta un adversaire déterminé du militarisme prussien pourtant triomphant. Il mourut à Göttingen à l'âge de 72 ans et y fut inhumé au Bartholomäi-Friedhof, aujourd'hui Marien-Friedhof.

## Œuvres
- Die Composition der Genesis kritisch untersucht (1823)
- De metris carminum Arabicorum (I825)
- Des Hohelied Salomo?s übersetzt u. erklärt (1826; 3rd ed, 1866)
- Kritische Grammatik der hebr. Sprache (1827) ; Ausführliches Lehrbuch der hebr. Sprache (8th ed., 1870)
- Hebr. Sprachlehre für Anfänger (4th ed., 1874)
- Über einige ältere Sanskritmetra. Ein Versuch (1827)
- Liber Vakedu de Mesopotamiae expugnatae historia (1827)
- Commentarius in Apocalypsin Johannis (1828)
- Abhandlungen zur biblischen u. orientalischen Literatur (1832)
- Grammatica critica linguae Arabicae (1831-1833)
- Die poetischen Bücher des alten Bundes (1835-1837, 3rd ed, 1866- 1867)
- Die Propheten des alten Bundes (1840-1841, 2nd ed., 1867-1868)
- Geschichte des Volkes Israel (1843-1859, 3rd ed., 1864-1868)
- Alterthümer Israels (1848)
- Die drei ersten Evangelien übersetzt u. erklärt (1850)
- Über das äthiopische Buch Henoch (1854)
- Die Sendschreiben des Apostels Paulus übersetzt u. erklärt (1857)
- Die Johanneischen Schriften übersetzt u. erklärt (1861-1862)
- Über des vierte Esrabuch (1863)
- Sieben Sendschreiben des neuen Bundes (1870)
- Das Sendschreiben an die Hebräer u. Jakobos' Rundschreiben (1870)
- Die Lehre der Bibel von Gott, oder Theologie des alten u. neuen Bundes (1871-1875).
- Commentary on the book of Job. (translated from German by J. Frederick Smith) (1882)  (ISBN 0-8370-3085-4)

Les Jahrbücher der biblischen Wissenschaft (1849-1865) furent essentiellement l'œuvre d'Ewald. Il fut le principal artisan de Zeitschrift für die Kunde des Morgenlandes, commencé en 1837, et il contribua à divers articles dans Götting. gelehrte Anzeigen. Il écrivit aussi de nombreux pamphlets.